# Uruguayaans voetbalelftal in 2001
Het Uruguayaans voetbalelftal speelde in totaal zeventien interlands in het jaar 2001, waaronder zes duels bij de strijd om de Copa América in Colombia. Daar eindigde de ploeg onder leiding van bondscoach Víctor Púa op de vierde plaats na een nederlaag (op strafschoppen) in de troostfinale tegen gastdeelnemer Honduras. Uruguay deed aan het toernooi mee met louter spelers die actief waren in de eigen nationale competitie. Púa had de leiding overgenomen van Daniel Passarella. De Argentijnse oud-international nam ontslag op 20 februari 2001 na onenigheid met Club Nacional over zijn selectiebeleid.
Púa wist de Celeste in 2001 tevens naar de WK-eindronde 2002 in Japan en Zuid-Korea te loodsen door als vijfde te eindigen in de CONMEBOL-groep, waarna Australië in de play-offs werd verslagen. De laatste keer dat Uruguay had deelgenomen aan het WK voetbal was elf jaar geleden, bij de WK-eindronde in Italië. Op de FIFA-wereldranglijst steeg Uruguay in 2001 van de 33ste (januari 2001) naar de 22ste plaats (december 2001).

## Balans
| Wedstrijden | Wedstrijden | Wedstrijden | Wedstrijden | Doelpunten | Doelpunten | Doelpunten | Punten |
| Gespeeld    | Winst       | Gelijk      | Verlies     | Voor       | Tegen      | Saldo      | Punten |
| ----------- | ----------- | ----------- | ----------- | ---------- | ---------- | ---------- | ------ |
| 17          | 7           | 5           | 5           | 18         | 14         | +4         | 1.118  |

## Interlands
|                                     |          |                                          |         |                                                                                     |
| 28 februari Vriendschappelijk № 661 | Slovenië | 0 – 2                                    | Uruguay | SRC Bonifika Štadion, Koper Toeschouwers: 4.200 Scheidsrechter: Antón Stredak (SVK) |
| 28 februari Vriendschappelijk № 661 |          | 23' Nicolás Olivera 87' Marcelo Zalayeta |         | SRC Bonifika Štadion, Koper Toeschouwers: 4.200 Scheidsrechter: Antón Stredak (SVK) |

|                                |         |                     |          |                                                                                              |
| 28 maart WK-kwalificatie № 662 | Uruguay | 0 – 1               | Paraguay | Estadio Centenario, Montevideo Toeschouwers: 48.637 Scheidsrechter: José García Aranda (ESP) |
| 28 maart WK-kwalificatie № 662 |         | 64' Guido Alvarenga |          | Estadio Centenario, Montevideo Toeschouwers: 48.637 Scheidsrechter: José García Aranda (ESP) |

|                                |       |                       |         |                                                                                        |
| 24 april WK-kwalificatie № 663 | Chili | 0 – 1                 | Uruguay | Estadio Nacional, Santiago Toeschouwers: 55.528 Scheidsrechter: Horacio Elizondo (ARG) |
| 24 april WK-kwalificatie № 663 |       | 12' (e.d.) Italo Díaz |         | Estadio Nacional, Santiago Toeschouwers: 55.528 Scheidsrechter: Horacio Elizondo (ARG) |

|                              |                                |       |          |                                                                                       |
| 1 juli WK-kwalificatie № 664 | Uruguay                        | 1 – 0 | Brazilië | Estadio Centenario, Montevideo Toeschouwers: 61.249 Scheidsrechter: Hugh Dallas (SCO) |
| 1 juli WK-kwalificatie № 664 | Federico Magallanes 33' (pen.) |       |          | Estadio Centenario, Montevideo Toeschouwers: 61.249 Scheidsrechter: Hugh Dallas (SCO) |

| Copa América |
| ------------ |

|                                              |         |                      |         |                                                                                                 |
| 13 juli Copa América Groep C № 665 18:00 uur | Bolivia | 0 – 1                | Uruguay | Estadio Atanasio Girardot, Medellín Toeschouwers: 20.027 Scheidsrechter: Mauricio Navarro (CAN) |
| 13 juli Copa América Groep C № 665 18:00 uur |         | 60' Javier Chevantón |         | Estadio Atanasio Girardot, Medellín Toeschouwers: 20.027 Scheidsrechter: Mauricio Navarro (CAN) |

|                                              |                    |       |                    |                                                                                             |
| 16 juli Copa América Groep C № 666 18:00 uur | Uruguay            | 1 – 1 | Costa Rica         | Estadio Atanasio Girardot, Medellín Toeschouwers: 17.273 Scheidsrechter: Carlos Simon (BRA) |
| 16 juli Copa América Groep C № 666 18:00 uur | Carlos Morales 53' |       | 28' Paulo Wanchope | Estadio Atanasio Girardot, Medellín Toeschouwers: 17.273 Scheidsrechter: Carlos Simon (BRA) |

|                                              |                   |       |         |                                                                                               |
| 19 juli Copa América Groep C № 667 20:15 uur | Honduras          | 1 – 0 | Uruguay | Estadio Atanasio Girardot, Medellín Toeschouwers: 20.233 Scheidsrechter: Roger Zambrano (ECU) |
| 19 juli Copa América Groep C № 667 20:15 uur | Amado Guevara 86' |       |         | Estadio Atanasio Girardot, Medellín Toeschouwers: 20.233 Scheidsrechter: Roger Zambrano (ECU) |

|                                                  |                                         |       |                    |                                                                                  |
| 22 juli Copa América Kwartfinale № 668 17:30 uur | Uruguay                                 | 2 – 1 | Costa Rica         | Estadio Centenario, Armenia Toeschouwers: 8.876 Scheidsrechter: Óscar Ruiz (COL) |
| 22 juli Copa América Kwartfinale № 668 17:30 uur | Rodrigo Lemos 61' (pen.) Pablo Lima 87' |       | 52' Paulo Wanchope | Estadio Centenario, Armenia Toeschouwers: 8.876 Scheidsrechter: Óscar Ruiz (COL) |

|                                                   |                                                   |       |                     |                                                                                                   |
| 25 juli Copa América Halve finale № 669 19:45 uur | Mexico                                            | 2 – 1 | Uruguay             | Estadio Hernán Ramírez Villegas, Pereira Toeschouwers: 11.797 Scheidsrechter: Ángel Sánchez (ARG) |
| 25 juli Copa América Halve finale № 669 19:45 uur | Jared Borgetti 14' Alberto García Aspe 67' (pen.) |       | 33' Richard Morales | Estadio Hernán Ramírez Villegas, Pereira Toeschouwers: 11.797 Scheidsrechter: Ángel Sánchez (ARG) |

|                                                   |                                                                              |       |                                                                           |                                                                                       |
| 29 juli Copa América Troostfinale № 670 14:00 uur | Uruguay                                                                      | 2 – 2 | Honduras                                                                  | Estadio El Campín, Bogotá Toeschouwers: 43.198 Scheidsrechter: Gilberto Hidalgo (PER) |
| 29 juli Copa América Troostfinale № 670 14:00 uur | Joe Bizera 22' Andrés Martínez 45'                                           |       | 14' Saúl Martínez 42' Júnior Izaguirre                                    | Estadio El Campín, Bogotá Toeschouwers: 43.198 Scheidsrechter: Gilberto Hidalgo (PER) |
| 29 juli Copa América Troostfinale № 670 14:00 uur | Strafschoppen                                                                |       |                                                                           | Estadio El Campín, Bogotá Toeschouwers: 43.198 Scheidsrechter: Gilberto Hidalgo (PER) |
| 29 juli Copa América Troostfinale № 670 14:00 uur | Gonzalo Sorondo Carlos Gutiérrez Julio Rodríguez Rodrigo Lemos Rubén Olivera | 4 – 5 | Reinaldo Pineda Saúl Martínez Ricky García Ninrod Medina Júnior Izaguirre | Estadio El Campín, Bogotá Toeschouwers: 43.198 Scheidsrechter: Gilberto Hidalgo (PER) |

|  |  |  |  |  |  |  |  |  |

|                                   |                                        |       |         | |
| 14 augustus WK-kwalificatie № 671 | Venezuela                              | 2 – 0 | Uruguay | Estadio José Encarnación Romero, Maracaibo Toeschouwers: 8.500 Scheidsrechter: Antonio Marrufo (MEX) |
| 14 augustus WK-kwalificatie № 671 | Ruberth Morán 52' Alexander Rondón 90' |       |         | Estadio José Encarnación Romero, Maracaibo Toeschouwers: 8.500 Scheidsrechter: Antonio Marrufo (MEX) |

|                                   |      |                                   |         |                                                                                |
| 4 september WK-kwalificatie № 672 | Peru | 0 – 2                             | Uruguay | Estadio Nacional, Lima Toeschouwers: 36.226 Scheidsrechter: Anders Frisk (SWE) |
| 4 september WK-kwalificatie № 672 |      | 12' Darío Silva 45' Álvaro Recoba |         | Estadio Nacional, Lima Toeschouwers: 36.226 Scheidsrechter: Anders Frisk (SWE) |

|                                 |                                |       |                         |                                                                                             |
| 7 oktober WK-kwalificatie № 673 | Uruguay                        | 1 – 1 | Colombia                | Estadio Centenario, Montevideo Toeschouwers: 65.000 Scheidsrechter: Pierluigi Collina (ITA) |
| 7 oktober WK-kwalificatie № 673 | Federico Magallanes 34' (pen.) |       | 67' Arnulfo Valentierra | Estadio Centenario, Montevideo Toeschouwers: 65.000 Scheidsrechter: Pierluigi Collina (ITA) |

|                                  |                   |       |                            |                                                                                           |
| 7 november WK-kwalificatie № 674 | Ecuador           | 1 – 1 | Uruguay                    | Estadio Olímpico Atahualpa, Quito Toeschouwers: 45.000 Scheidsrechter: Felipe Ramos (MEX) |
| 7 november WK-kwalificatie № 674 | Iván Kaviedes 73' |       | 44' (pen.) Nicolás Olivera | Estadio Olímpico Atahualpa, Quito Toeschouwers: 45.000 Scheidsrechter: Felipe Ramos (MEX) |

|                                   |                 |       |                   |                                                                                       |
| 14 november WK-kwalificatie № 675 | Uruguay         | 1 – 1 | Argentinië        | Estadio Centenario, Montevideo Toeschouwers: 48.100 Scheidsrechter: Markus Merk (GER) |
| 14 november WK-kwalificatie № 675 | Darío Silva 18' |       | 45' Claudio López | Estadio Centenario, Montevideo Toeschouwers: 48.100 Scheidsrechter: Markus Merk (GER) |

|                                             |                         |       |         |                                                                                                |
| 20 november WK-kwalificatie Play-offs № 676 | Australië               | 1 – 0 | Uruguay | Melbourne Cricket Ground, Melbourne Toeschouwers: 84.656 Scheidsrechter: Graziano Cesari (ITA) |
| 20 november WK-kwalificatie Play-offs № 676 | Kevin Muscat 79' (pen.) |       |         | Melbourne Cricket Ground, Melbourne Toeschouwers: 84.656 Scheidsrechter: Graziano Cesari (ITA) |

|                                             |                                                         |       |           |                                                                                       |
| 25 november WK-kwalificatie Play-offs № 677 | Uruguay                                                 | 3 – 0 | Australië | Estadio Centenario, Montevideo Toeschouwers: 62.000 Scheidsrechter: Ali Bujsaim (UAE) |
| 25 november WK-kwalificatie Play-offs № 677 | Darío Silva 14' Richard Morales 70' Richard Morales 90' |       |           | Estadio Centenario, Montevideo Toeschouwers: 62.000 Scheidsrechter: Ali Bujsaim (UAE) |

## FIFA-wereldranglijst
| JAN | FEB | MAR | APR | MEI | JUN | JUL | AUG | SEP | OKT | NOV | DEC |
| --- | --- | --- | --- | --- | --- | --- | --- | --- | --- | --- | --- |
| 33  | 33  | 34  | 39  | 33  | 40  | 30  | 24  | 21  | 23  | 24  | 22  |

## Statistieken
| Fabián Carini         | 1979-12-26 | Juventus               | 10 | 0 | 0 | 30 | 0  |
| Gustavo Munúa         | 1978-01-27 | Club Nacional          | 5  | 0 | 0 | 6  | 0  |
| Adrián Berbia         | 1977-10-12 | Peñarol                | 2  | 0 | 0 | 2  | 0  |
| Verdediging           |            |                        |    |   |   |    |    |
| Gonzalo Sorondo       | 1979-10-09 | Inter Milaan           | 10 | 1 | 0 | 14 | 0  |
| Paolo Montero         | 1971-09-03 | Juventus               | 9  | 0 | 0 | 43 | 3  |
| Alejandro Lembo       | 1978-02-15 | Club Nacional          | 7  | 1 | 0 | 26 | 1  |
| Darío Rodríguez       | 1974-09-17 | Peñarol                | 7  | 0 | 0 | 15 | 1  |
| Joe Bizera            | 1980-05-17 | Peñarol                | 6  | 0 | 1 | 6  | 1  |
| Washington Tais       | 1972-12-21 | Real Betis Sevilla     | 6  | 0 | 0 | 17 | 0  |
| Carlos Díaz           | 1979-02-04 | Defensor Sporting Club | 4  | 1 | 0 | 6  | 0  |
| Carlos Gutiérrez      | 1976-12-25 | CA River Plate         | 4  | 1 | 0 | 5  | 0  |
| Gustavo Méndez        | 1971-02-03 | Cagliari Calcio        | 4  | 0 | 0 | 41 | 0  |
| Pablo Lima            | 1981-03-26 | Danubio FC             | 3  | 1 | 1 | 4  | 1  |
| Alejandro Curbelo     | 1973-09-19 | Montevideo Wanderers   | 3  | 0 | 0 | 3  | 0  |
| Jorge Anchén          | 1980-08-17 | Danubio FC             | 2  | 3 | 0 | 5  | 0  |
| Claudio Dadomo        | 1982-02-10 | Montevideo Wanderers   | 2  | 0 | 0 | 2  | 0  |
| Damián Rodríguez      | 1974-07-27 | Club Nacional          | 1  | 0 | 0 | 2  | 0  |
| Middenveld            |            |                        |    |   |   |    |    |
| Álvaro Recoba         | 1976-03-17 | Inter Milaan           | 11 | 0 | 1 | 38 | 7  |
| Gianni Guigou         | 1975-02-22 | AS Roma                | 11 | 0 | 0 | 29 | 0  |
| Pablo García          | 1977-05-11 | AC Venezia             | 9  | 0 | 0 | 30 | 1  |
| Gonzalo de los Santos | 1976-07-19 | Valencia CF            | 8  | 1 | 0 | 26 | 1  |
| Rodrigo Lemos         | 1973-10-03 | Pumas UNAM             | 6  | 0 | 1 | 8  | 1  |
| Diego Pérez           | 1980-05-18 | Defensor Sporting Club | 5  | 3 | 0 | 8  | 0  |
| Andrés Martinez       | 1972-10-16 | Defensor Sporting Club | 4  | 1 | 1 | 8  | 1  |
| Christian Callejas    | 1978-05-17 | Danubio FC             | 4  | 0 | 0 | 14 | 1  |
| Marcelo Romero        | 1976-07-04 | Málaga CF              | 3  | 1 | 0 | 18 | 0  |
| Guillermo Giacomazzi  | 1977-11-21 | US Lecce               | 2  | 1 | 0 | 6  | 0  |
| Andrés Fleurquin      | 1975-02-08 | Galatasaray            | 2  | 0 | 0 | 11 | 0  |
| Mario Regueiro        | 1978-09-14 | Racing Santander       | 1  | 6 | 0 | 9  | 0  |
| Sebastián Eguren      | 1981-01-08 | Montevideo Wanderers   | 1  | 2 | 0 | 3  | 0  |
| Gustavo Varela        | 1978-05-14 | Club Nacional          | 1  | 2 | 0 | 4  | 0  |
| Rubén Olivera         | 1983-05-04 | Danubio FC             | 0  | 3 | 0 | 3  | 0  |
| Fabián Canobbio       | 1980-03-08 | Peñarol                | 0  | 1 | 0 | 1  | 0  |
| Fabián O'Neill        | 1973-10-14 | AC Perugia             | 0  | 1 | 0 | 15 | 1  |
| Julio Rodríguez       | 1977-08-09 | Huracán Buceo          | 0  | 1 | 0 | 1  | 0  |
| Aanval                |            |                        |    |   |   |    |    |
| Darío Silva           | 1972-11-02 | Málaga CF              | 10 | 0 | 3 | 35 | 12 |
| Federico Magallanes   | 1976-08-22 | AC Venezia             | 6  | 1 | 2 | 21 | 6  |
| Nicolás Olivera       | 1978-05-30 | Sevilla FC             | 5  | 0 | 2 | 21 | 8  |
| Richard Morales       | 1975-02-21 | Club Nacional          | 4  | 4 | 3 | 8  | 3  |
| Carlos Morales        | 1970-03-01 | Deportivo Toluca FC    | 4  | 3 | 1 | 7  | 1  |
| Javier Chevantón      | 1980-08-17 | US Lecce               | 3  | 1 | 1 | 4  | 1  |
| Walter Guglielmone    | 1978-04-11 | Montevideo Wanderers   | 2  | 0 | 0 | 2  | 0  |
| Fabián Estoyanoff     | 1982-09-27 | CA Fénix               | 1  | 1 | 0 | 2  | 0  |
| Marcelo Zalayeta      | 1978-12-05 | Juventus               | 0  | 3 | 1 | 21 | 7  |
| Diego Alonso          | 1975-04-16 | Atlético Madrid        | 0  | 1 | 0 | 7  | 0  |
| Walter Pandiani       | 1976-04-27 | Deportivo La Coruña    | 0  | 1 | 0 | 1  | 0  |
| Vicente Sánchez       | 1979-12-07 | Deportivo Toluca FC    | 0  | 1 | 0 | 1  | 0  |

AUF · A-internationals · Selecties · Bondscoaches · Uruguayaans vrouwenelftal · Olympisch elftal · Uruguay U21 · Uruguay U20 · Uruguay U19 · Uruguay U18 · Uruguay U17
1900 – 1909 ·
1910 – 1919 ·
1920 – 1929 ·
1930 – 1939 ·
1940 – 1949 ·
1950 – 1959 ·
1960 – 1969 ·
1970 – 1979 ·
1980 – 1989 ·
1990 – 1999 ·
2000 – 2009 ·
2010 – 2019 ·
2020 – 2029
WK 1930 · 
WK 1950 · 
WK 1954 · 
WK 1962 · 
WK 1966 · 
WK 1970 ·
WK 1974 · 
WK 1986 · 
WK 1990 · 
WK 2002 · 
WK 2010 · 
WK 2014 · 
WK 2018
OS 1924 · 
OS 1928 ·
OS 2012
1902 · 
1903 · 
1904 · 
1905 · 
1906 · 
1907 · 
1908 · 
1909 ·
1910 · 
1911 · 
1912 · 
1913 · 
1914 · 
1915 · 
1916 · 
1917 · 
1918 · 
1919 ·
1920 · 
1921 · 
1922 · 
1923 · 
1924 · 
1925 · 
1926 · 
1927 · 
1928 · 
1929 ·
1930 · 
1931 · 
1932 · 
1933 · 
1934 · 
1935 · 
1936 · 
1937 · 
1938 · 
1939 ·
1940 · 
1941 · 
1942 · 
1943 · 
1944 · 
1945 · 
1946 · 
1947 · 
1948 · 
1949 ·
1950 · 
1951 · 
1952 · 
1953 · 
1954 · 
1955 · 
1956 · 
1957 · 
1958 · 
1959 ·
1960 · 
1961 · 
1962 · 
1963 · 
1964 · 
1965 · 
1966 · 
1967 · 
1968 · 
1969 ·
1970 · 
1971 · 
1972 · 
1973 · 
1974 · 
1975 · 
1976 · 
1977 · 
1978 · 
1979 ·
1980 · 
1981 · 
1982 · 
1983 · 
1984 · 
1985 · 
1986 · 
1987 · 
1988 · 
1989 ·
1990 ·
1991 · 
1992 · 
1993 · 
1994 · 
1995 · 
1996 · 
1997 · 
1998 · 
1999 · 
2000 · 
2001 · 
2002 · 
2003 · 
2004 · 
2005 · 
2006 · 
2007 · 
2008 · 
2009 · 
2010 · 
2011 · 
2012 · 
2013 · 
2014 · 
2015 · 
2016 ·
2017 ·
2018 ·
2019 ·
2020 ·
2021 ·
2022 ·
2023 ·
2024
Algerije ·
Angola ·
Argentinië ·
Australië ·
België ·
Bolivia ·
Brazilië ·
Bulgarije ·
Canada ·
Chili ·
China ·
Colombia ·
Costa Rica ·
Cuba ·
DDR ·
Denemarken ·
Duitsland ·
Ecuador ·
Egypte ·
Engeland ·
Estland ·
 Finland ·
Frankrijk ·
Georgië ·
Ghana ·
Guatemala ·
Haïti ·
Honduras ·
Hongarije ·
Ierland ·
India ·
Indonesië ·
Irak ·
Iran ·
Israël ·
Italië ·
Ivoorkust ·
Jamaica ·
Japan ·
Joegoslavië ·
Jordanië ·
Libië ·
Luxemburg ·
Maleisië ·
Mexico ·
Marokko ·
Nederland ·
Nicaragua ·
Nieuw-Zeeland ·
Nigeria ·
Noord-Ierland ·
Noorwegen ·
Oekraïne ·
Oezbekistan ·
Oman ·
Oostenrijk ·
Panama ·
Paraguay ·
Peru ·
Polen ·
Portugal ·
Roemenië ·
Rusland ·
Saarland ·
Saoedi-Arabië ·
Schotland ·
Senegal ·
Servië & Montenegro ·
Singapore ·
Slovenië ·
Sovjet-Unie ·
Spanje ·
Tahiti ·
Thailand ·
Trinidad en Tobago · 
Tsjechië ·
Tsjecho-Slowakije ·
Tunesië · 
Turkije ·
Venezuela ·
Verenigde Arabische Emiraten ·
Verenigde Staten ·
Wales ·
Zuid-Afrika ·
Zuid-Korea ·
Zweden ·
Zwitserland
Argentinië (1986) ·
België (1990) ·
Brazilië (1950) · 
Colombia (2014) ·
Costa Rica (2014) ·
Denemarken (1986) ·
Denemarken (2002) ·
Duitsland (2010) ·
Egypte (2018) ·
Engeland (2014) ·
Frankrijk (2002) ·
Frankrijk (2010) ·
Frankrijk (2018) ·
Ghana (2010) ·
Italië (1990) ·
Italië (2014) ·
Mexico (2010) ·
Nederland (1974) ·
Nederland (2010) ·
Portugal (2018) ·
Rusland (2018) ·
Saoedi-Arabië (2018) ·
Schotland (1986) ·
Senegal (2002) ·
Spanje (1990) ·
West-Duitsland (1986) ·
Zuid-Afrika (2010) ·
Zuid-Korea (1990) ·
Zuid-Korea (2010)